# XVII Korpus Armijny (III Rzesza)
XVII Korpus Armijny – niemiecki korpus armijny, uczestniczył w agresji na Polskę oraz ataku na Związek Radziecki. 
Utworzony 1 kwietnia 1938 roku w Austrii, anektowanej przez III Rzeszę. W składzie 14 Armii uczestniczył w zajęciu Czechosłowacji przez III Rzeszą. W 1939 roku brał udział w agresji na Polskę, wchodząc w skład 14 Armii. Dowódcą XVII KA był gen. Werner Kienitz. W początkowej fazie agresji atakował oddziały Armii Kraków.  Następnie uczestniczył w 1941 roku w ataku na Związek Radziecki, na terytorium którego walczył przeciw Armii Czerwonej do 1944 roku. W czasie walk pod Stalingradem przez pewien czas wchodziła w skład włoskiej 8 Armii. W 1945 roku na Śląsku oddał się do niewoli Armii Czerwonej.

## Dowódcy korpusu
- gen. Werner Kienitz – 1 kwietnia 1938 – 22 stycznia 1942;
- gen. Karl Hollidt – 23 stycznia 1942 – 1 kwietnia 1942;
- gen. Karl Strecker – 2 kwietnia 1942 – 12 czerwca 1942;
- gen. Charles Hollidt – 12 czerwca 1942 – 6 grudnia 1942;
- gen. Dietrich von Choltitz – 7 grudnia 1942 – 5 marca 1943;
- gen. Willi Schneckenburger – 5 marca 1943 – 1 sierpnia 1943;
- gen. Erich Brandenburgii – 1 sierpnia 1943 – 21 listopada 1943;
- gen. Hans Kreysing – 21 listopada 1943 – 27 kwietnia 1944;
- gen. Franz Beyer – 27 kwietnia 1944 – 25 maja 1944;
- gen. Hans Kreysing – 25 maja 1944 – 28 grudnia 1944;
- gen. Tiemann – 28 grudnia 1944 – do kapitulacji

## Struktura organizacyjna
Skład 1 września 1939 roku:
- 7 Dywizja Piechoty
- 44 Dywizja Piechoty
- 45 Dywizja Piechoty

Skład 22 czerwca 1941 roku:
- 56 Dywizja Piechoty
- 62 Dywizja Piechoty